# Vid Došen
Vid Došen (1720—1778) bio je srpski književnik i katolički sveštenik, rođen u selu Tribnju (primorsko mesto na sredini puta od Obrovca prema Karlobagu) 1720 godine, a umro 6. aprila 1778. u Duboviku kod Slavonskog Broda.

## Biografija
Školovao se u Zagrebu i Gracu. Nakon završene teologije, 1744. postao je glagoljaški sveštenik u Senjskoj biskupiji. Služio je kao kapelan u Zagrebačkoj biskupiji, gde je postao kućni kapelan grofovske porodice Pejačević.
Biskup Galjuf imenovao ga je za duhovnog pomoćnika u Požegi, a od 1756. pa do smrti radi kao župnik u Duboviku kraj Slavonskog Broda, osim između 1773. i 1776, kada je bio profesor etike ("moralke") na požeškoj Akademiji. Boraveći u Slavoniji, učestvuje u mnogobrojnim raspravama o delu Satir iliti divji čovik Matije Antuna Reljkovića, 1761. godine.

## Delo
Došen je odlučno ustao protiv onih koji su napadali Reljkovića pa je napisao i pamflet-pesmu u osmercu Jeka planine, koja na pisme satira i tamburaša slavonskoga odjekuje i odgovara koju je objavio u Zagrebu 1767. U njoj se obračunava sa autorom pesme Tamburaš slavonski, (anonimnim sveštenikom potpisanim kao Nesmir Kudilović), u kojoj je oštro napadnut Reljkovićev Satir. Tekst je jedan od ključnih izvora u istraživanju polemika i rasprava oko Satira.
U Reljkovićevom duhu, ali još snažnije, Došen je nastavio u svojoj knjizi Aždaja sedmoglava bojnim kopljem udarena i nagrđena, iliti sablast griha na sedam glavni griha razdiljenoga oštrom istinom pokarana i prikorena objavljenoj 1768. u Zagrebu. Aždaja sedmoglava je obiman ep u sedam pevanja u kojem Došen moralističkim tonom, lepim narodnim jezikom, u osmercima, govori o sedam smrtnih grehova iznoseći moralne i društvene probleme slavonskog sela. Sedmoglava aždaja je stari hrišćanski simbol za sedam smrtnih grehova, protiv kojih je i Došen, koristeći svoje bogoslovsko znanje, napisao sedam propovedi u stihovima kritikujući ljudske slabosti. Došenovo »bojno kopje« bilo je upereno protiv mnogih mana raširenih u našem narodu.
Manje je poznata Došenova kontroverzna pesma Sličnorični odgovor... Popu Jovanu. Sve svoje pesme Došen je pisao štokavskim narečjem.

## Poreklo
Došeni su poreklom Bunjevci koji su u vreme velikih bunjevačkih seoba naselili Podgorje, Smiljan, Lovinac, Bilaj i Gospić. Jovan Erdeljanović u knjizi "O poreklu Bunjevaca", piše o Došenima da ih, i katolika i pravoslavnih, ima u Podgorju i Lici, da su pravoslavni oko 1683. primili katolicizam. Lopašić pak tvrdi da su Došeni poreklom iz severne Dalmacije i navodi pravoslavne Došene i Došenoviće u zapadnoj Bosni. Etnograf Vaso Banović u knjizi „Gacka dolina s okolnim poljima“, u izdanju Glavnog saveza srpskih zemljoradničkih zadruga, (Zagreb 1932), utvrdio je da su pravoslavnog i srpskog porekla Tribanjske porodice Došen, Uzelac, Pejnović, Babić, Anić, Biondić i Vukelić. Zanimljivo je da su meštani Tribnja govorili ikavskim izgovorom srpskog jezika.

## Literatura
- Glušac, Vaso (1905). Vid Došen i njegova književna djelatnost.
- Švagelj, Dionizije (1981). Slyčnoryčni odgovor Vida Došena... Popu Jovanu (Znanstveni skup o Vidu Došenu i Blažu Tadijanoviću s otkrivanjem njihovih spomen-ploča, Slavonski Brod, 16. rujna 1978, Rastušje i Glogovica, 17. rujna 1978. изд.). Osijek: JAZU, Centar za znanstveni rad. стр. 43—48.
- Matić, Tomo (1969). Život i rad Vida Došena. Djela Vida Došena, Stari pisci hrvatski. Zagreb: JAZU. стр. 34.
- Bogišić, Rafo (1973). Vid Došen, Zbornik stihova i proze. Zagreb: PSHK. стр. 18. ( potpunom bibliografijom i literaturom)
- Milosavljević, Petar (2003). Uvod u Srbistiku. Beograd: Trebnik. стр. 129—130.
- Dosen, Vid (1994). Izabrana djela (XIV kolo) (Croatian Edition). Privlacica. ISBN 978-953-156-084-9.
- Bošković, Ivan (2007). Hrvatska književnost neoklasicizma i romantizma (Sveučilišni priručnik). Split: Filozofski fakultet Split. стр. 33. Архивирано из оригинала 2. 4. 2009. г. Приступљено 2. 12. 2010.

## Spoljašnje veze
- Vid Došen: Aždaja sedmoglava, bojnim kopljem udarena i nagerdjena, iliti sablast griha na sedam glavnih grihah razdiljenoga oštrom istinom pokarana i prikorena; A drugačije ukor malovridnostih čovičanskih postavljen u jednu knjigu, koju sabra, sličnorično izpisa, i na svitlo dade Vid Došen, dalmatin od mora velebitskoga, sl. biskupata zagrebskoga misnik, župe dubovičke u vitežkoj krajini slavonskoj brodskoj duševni upravitelj i pastir; (a drugiput na vidik iznese David Starčević), Zagreb. 1865.
- Vid Došen: Aždaja sedmoglava, Budim 1803. (slavenoserbsko izdanje).
- Pravoslavlje na severnom Jadranu
- Đuro Šurmin, Povjest književnosti hrvatske i srpske, Zagreb. 1908.